# Савон, Владимир Андреевич
Влади́мир Андре́евич Саво́н (26 сентября 1940, Чернигов — 31 мая (по др. данным, 1 июня) 2005, Харьков) — советский и украинский шахматист, гроссмейстер, неоднократный победитель студенческих чемпионатов мира в составе сборной СССР (1962, 1964—67), чемпион СССР (1971), олимпийский чемпион в составе сборной СССР (1972), победитель многих международных турниров.
Окончил экономический факультет Харьковского госуниверситета.
Участник межзонального турнира на первенство мира 1973 (Петрополис, 8 место). Один из победителей зонального турнира СССР (1975, Вильнюс, 1-4 место, выбыл после дополнительного матч-турнира из-за худшего коэффициента).
В разное время Владимир Андреевич Савон был тренером почти всех членов сборной команды Украины, победительницы Олимпиады 2004 года, тренером в шахматном клубе «Юракадемия» с 1996 по 2001 год, затем в шахматном клубе в Краматорске, кузнице многих талантов. При этом он не переставал играть — экзаменовал молодёжь в круговиках в Серпухове, последний успех Владимира Андреевича — победа на турнире ветеранов СНГ в городе Сатка Челябинской области.

## Изменения рейтинга
| Графики недоступны из-за технических проблем. См. информацию на Фабрикаторе и на mediawiki.org. |